# Novoselîșce, Zolociv
Novoselîșce (în ucraineană Новоселище) este un sat în comuna Pidlîpți din raionul Zolociv, regiunea Liov, Ucraina.

## Demografie
Componența lingvistică a localității Novoselîșce
     Ucraineană (99,53%)
     Alte limbi (0,47%)
Conform recensământului din 2001, majoritatea populației localității Novoselîșce era vorbitoare de ucraineană (99,53%), existând în minoritate și vorbitori de alte limbi.